# Овсяниківська сільська рада
| Овсяниківська сільська рада — колишній орган місцевого самоврядування у Кропивницькому районі Кіровоградської області з адміністративним центром у с. Овсяниківка. 05.02.1965 Указом Президії Верховної Ради Української РСР передано Овсяниківську сільраду Маловисківського району до складу Кіровоградського району. Сільській раді підпорядковані населені пункти: - с. Овсяниківка |

## Склад ради
Рада складається з 14 депутатів та голови.

### Керівний склад ради
| ПІБ                            | Основні відомості                                                               | Дата обрання | Дата звільнення |
| ------------------------------ | ------------------------------------------------------------------------------- | ------------ | --------------- |
| Назаренко Микола Васильович    | Сільський голова, 1968 року народження, освіта                                  | 26.03.2006   | 31.10.2010      |
| Верко Сергій Васильович        | Сільський голова, 1953 року народження, освіта вища, безпартійний               | 31.10.2010   | 02.06.2013      |
| Щербина Олександр Анатолійович | Сільський голова, 1984 року народження, освіта середня спеціальна, безпартійний | 02.06.2013   |                 |

Примітка: таблиця складена за даними джерела

## Населення
Згідно з переписом УРСР 1989 року чисельність наявного населення сільської ради становила 858 осіб, з яких 377 чоловіків та 481 жінка.
За переписом населення України 2001 року в сільській раді мешкало 488 осіб.

### Мова
Розподіл населення за рідною мовою за даними перепису 2001 року:
| Мова       | Відсоток |
| ---------- | -------- |
| українська | 92,08 %  |
| молдовська | 3,54 %   |
| російська  | 3,54 %   |
| білоруська | 0,21 %   |
| вірменська | 0,21 %   |
| єврейська  | 0,21 %   |
| інші       | 0,21 %   |